# ISO 3166-2:SZ
ISO 3166-2:SZ es la entrada para Suazilandia en ISO 3166-2, parte de los códigos de normalización ISO 3166 publicados por la Organización Internacional de Normalización (ISO), que define los códigos para los nombres de las principales subdivisiones (p.ej., provincias o estados) de todos los países codificados en ISO 3166-1.
En la actualidad, para Suazilandia los códigos ISO 3166-2 se definen para 4 distritos.
Cada código consta de dos partes, separadas por un guion. La primera parte es SZ, el código ISO 3166-1 alfa-2 para Suazilandia. La segunda es alfabética de 2 caracteres.

## Códigos actuales
Los nombres de las subdivisiones se ordenan según el estándar ISO 3166-2 publicado por la Agencia de Mantenimiento ISO 3166 (ISO 3166/MA).
Pulsa sobre el botón en la cabecera para ordenar cada columna.
| Código | Nombre de la subdivisión (en, ss, es) |
| ------ | ------------------------------------- |
| SZ-HH  | Hhohho                                |
| SZ-LU  | Lubombo                               |
| SZ-MA  | Manzini                               |
| SZ-SH  | Shishelweni                           |

## Cambios
Los siguientes cambios a la entrada figuran en la lista del catálogo en línea de la ISO:
| Fecha real del cambio | Breve descripción del cambio                                                              |
| --------------------- | ----------------------------------------------------------------------------------------- |
| 2018-07-16            | Cambian la abreviatura, el nombre completo y la abreviatura local en inglés               |
| 2018-11-26            | Cambia categoría de la subdivisión: de distrito a región; Se actualiza la lista de origen |